# Christian Kläner
Christian Kläner (* 30. Oktober 1983 in Wildeshausen) ist ein ehemaliger deutscher Faustballspieler. Sein Länderspiel-Debüt gab er im August 2004 im Rahmen des internationalen Turniers in Jona (Schweiz) gegen die Schweiz. Seine internationale Karriere beendete er im November 2015 im Finale der Weltmeisterschaft in Argentinien, bei den Deutschen Meisterschaften der Männer im März 2017 beendete er auch im Verein seine Karriere.

## Allgemeines
Der gelernte Maurer und Bauingenieur Christian Kläner stammt aus einer niedersächsischen Faustballfamilie. Schon mit sechs Jahren stand der Abwehrspieler für den Turnverein „Gut Heil“ Brettorf, einem der namhaften Vereine im Raum Oldenburg, auf dem Feld. Mit dem TV Brettorf spielte Kläner sowohl in der Feld- als auch während der Hallensaison in der Nordstaffel der Faustball-Bundesliga und war von 2002 bis 2017 ein regelmäßiger Gast bei Endrunden um die deutsche Meisterschaft.

## Karriere
Der ehemalige Kapitän der deutschen Faustballnationalmannschaft spielte schon im Jugendbereich für deutsche Auswahlmannschaften und gewann mit der U18 den EM-Titel 2000 und 2001. Bei seiner ersten Europameisterschaft 2004 in Neuendorf wurde er direkt Vize-Europameister. In diesem Jahr gab er auch im Rahmen des internationalen Turnier in Jona (Schweiz) sein Länderspieldebüt gegen die Eidgenossen. Nach einer Durststrecke von sechs Jahren (Bronze WG 2005, Bronze WM 07 und zweimal EM-Bronze 2008 und 2010), gewann er 2011 den größten Titel in seiner Karriere. Vor 7500 Zuschauern gewann er den Weltmeistertitel gegen den damaligen Titelverteidiger und Gastgeber Österreich in einem packenden Finale mit 4:2. Nach einer erneuten Bronzemedaille bei der EM 2012 im bayerischen Schweinfurt folgte 2013 mit dem Gewinn der World Games in Cali (Kolumbien) ein weiterer großer internationaler Titel. Bei den Europameisterschaften 2014 in Olten führte er die deutsche Faustballnationalmannschaft als Kapitän zum Europameistertitel. Im Jahr 2015 verteidigte er mit der Nationalmannschaft, ohne Satzverlust im gesamten Turnier, den Weltmeistertitel in Argentinien. Nach dem Titelgewinn beendete er seine Laufbahn in der Deutschen Faustballnationalmannschaft.
Bei seinem Heimatverein, dem TV „Gut Heil“ Brettorf war er bis 2017 nicht mehr wegzudenken. Von 2002 war er fast bei allen Deutschen Meisterschaften vertreten. Seinen ersten nationalen Titel gewann er im Jahr 2003 bei der Deutschen Meisterschaft (Halle). Ein weiterer folgte 2004 vor heimischen Publikum (2004) gegen Bayer Leverkusen.
In der Feldsaison 2016 und der Hallensaison 2016/17 war er Spielertrainer des TV Brettorf.

## Erfolge
Nationalmannschaft
- 2000: U18-Europameister (Dresden/Deutschland)
- 2001: U18-Europameister (Wallisellen/Schweiz)
- 2004: 2. Platz Europameisterschaft (Neuendorf/Österreich)
- 2005: 3. Platz World-Games (Duisburg/Deutschland)
- 2007: 3. Platz Weltmeisterschaft (Oldenburg/Deutschland)
- 2008: 3. Platz Europameisterschaft (Stuttgart/Deutschland)
- 2010: 3. Platz Europameisterschaft (Ermatingen/Schweiz)
- 2011: Weltmeister (Österreich)
- 2012: 3. Platz Europameisterschaft (Schweinfurt/Deutschland)
- 2013: World-Games-Sieger (Cali/Kolumbien)
- 2014: Europameister (Olten/Schweiz)
- 2016: Weltmeister (Córdoba/Argentinien)

Verein
- 2002: 3. Platz Deutsche Meisterschaft (Halle); 2. Platz Deutsche Meisterschaft (Feld)
- 2003: Deutscher Meister (Halle); 3. Platz Deutsche Meisterschaft (Feld)
- 2004: 2. Platz Deutsche Meisterschaft (Halle); Deutscher Meister (Feld)
- 2005: 2. Platz Deutsche Meisterschaft (Halle und Feld)
- 2006: 2. Platz Deutsche Meisterschaft (Halle)
- 2011: 2. Platz Deutsche Meisterschaft (Feld)
- 2012: 2. Platz Deutsche Meisterschaft (Halle)
- 2013: 2. Platz Deutsche Meisterschaft (Halle)
- 2015: 3. Platz Deutsche Meisterschaft (Halle)
- 2016: 3. Platz Deutsche Meisterschaft (Halle)
- 2017: 3. Platz Deutsche Meisterschaft (Halle)

## Ehrungen
Nach dem Gewinn des Weltmeistertitels belegte er bei der Wahl zu Niedersachsens Sportler des Jahres 2011 hinter Arnd Peiffer (Biathlon) und Jan Raphael (Triathlon) den dritten Platz.
Am 25. Oktober 2013 wurde er für den World-Games-Titel in Kolumbien durch Bundespräsident Joachim Gauck für den sportlichen Erfolg mit dem Silbernen Lorbeerblatt geehrt. Im Rahmen einer Feier, die von Johannes B. Kerner moderiert wurde, bekam er die höchste Auszeichnung für deutsche Sportler überreicht.